# Potuga
Potuga es un corregimiento del Distrito de Parita, en la Provincia de Herrera, en la República de Panamá. La población de este corregimiento es de 1.045 habitantes y su extensión geográfica es de 49,2 km² y cuenta con una densidad de 22,3 km².
Sus límites son: al norte con los corregimientos de Los Canelos, el corregimiento de El Rincón y el corregimiento Santa María cabecera (los tres del distrito de Santa María), al sur con los corregimientos de Cabuya, Portobelillo, París y con el corregimiento de Llano Grande del distrito de Ocú, al este París cabecera y oeste con el corregimiento de Peñas Chatas del distrito de Ocú y con el corregimiento de El Limón del distrito de Santa María.
No existe evidencia del origen del nombre Potuga, pero la tradición oral nos informa que se trata de un cacique indígena que vivió al oeste de la comunidad. Se encuentran en aquellos parajes muchos restos de tiestos que fortalecen esta hipótesis. Potuga existe en los documentos escritos desde 1774. Vivían aquí familias de abolengo social como los Cedeños, los Mudarras, los Melas.